# (4718) Araki
Pour les articles homonymes, voir Araki.
(4718) Araki est un astéroïde de la ceinture principale.

## Description
(4718) Araki est un astéroïde de la ceinture principale. Il fut découvert le 13 novembre 1990 à Kitami par Tetsuya Fujii et Kazuro Watanabe. Il présente une orbite caractérisée par un demi-grand axe de 2,36 UA, une excentricité de 0,16 et une inclinaison de 8,0° par rapport à l'écliptique.

## Compléments